# Aleksander Jurkiewicz
Aleksander Jurkiewicz (ur. 1953 w Krakowie) – polski artysta plastyk.

## Dorobek twórczy
Od roku 1978 związany z twórczością sakralną
- - pierwsza praca w kościele w Klwowie koło Radomia, tam też - w nawie głównej kościoła- zaprojektował i zrealizował sześć fresków przedstawiających świętych.

Trudno byłoby wymienić wszystkie dokonania twórczości sakralnej Aleksandra Jurkiewicza, ale skupiając się na tych ważniejszych, wymienić należałoby:
- 1979 – projekt plastyczny bramy do kościoła farnego  w Krośnie.
- 1981 – projekt ołtarza bocznego do kościoła w Brzostku (realizacja wszystkich elementów plastycznych – malarstwo i rzeźba).
- 1985 – całościowy projekt plastyczny do kościoła w Błażkowej koło Jasła – polichromia, witraże, droga krzyżowa, ołtarz oraz sprzęty użytkowe (realizacja polichromii, obrazu ołtarzowego oraz drogi krzyżowej).
- 1987 – całościowy projekt plastyczny do wnętrza kościoła w Jodłowej – Diecezja tarnowska (realizacja fresku).
- 1989 – malowanie drogi krzyżowej do kościoła w Zdrochcu – Diecezja tarnowska.
- 1990 – malowanie drogi krzyżowej oraz projekt i realizacja fresku (fryz), okalającego nawę kościoła w Zabawie – Diecezja tarnowska.
- 1992 – projekt i realizacja polichromii w kościele w Mogilanach koło Krakowa.
- 1993 – projekt i realizacja stylizowanej ambonki oraz projekt stylizowanych schodów z balustradą, zniszczonych w czasie okupacji hitlerowskiej, przy barokowej ambonie w kościele w Mogilanach.
- 1994 – projekt sedilli do kaplicy Matki Boskiej Częstochowskiej – kościół w Mogilanach
- - projekt stylizowanych ław przyściennych, w nawie okalającej prezbiterium – kościół w Mogilanach

	- projekt stylizowanej przykrywy do barokowej, kamiennej chrzcielnicy – kościół w Mogilanach
- 1995 – wykonanie kopii obrazu „Męczeństwo św. Bartłomieja”, do ołtarza w transepcie poprzecznym (oryginał o większych wymiarach znajduje się na plebanii w Mogilanach).
- 1996 – całościowy projekt polichromii, witraży i ołtarza do kościoła w Kłaju – Diecezja krakowska.
- 1997 – realizacja polichromii oraz nadzór autorski nad realizacją pozostałych zaprojektowanych dzieł – kościół w Kłaju.
- 1998 – projekt i realizacja drogi krzyżowej z bogato zdobionym reliefem obramowania.
- 1999 – projekt i realizacja polichromii do kaplicy w Bukowie - parafia Mogilany.
- 2000 – projekt całościowy wnętrza kaplicy w parafii Kłaj.
- 2001 – realizacja wszystkich elementów plastycznych w kaplicy w Kłaju, w tym wykonanie monumentalnej rzeźby Jezusa zmartwychwstałego oraz dwóch płaskorzeźb „Zdjęcie z krzyża” i „Pietà”. Nadzór autorski  nad pozostałymi elementami z projektu  Aleksandra Jurkiewicza.
- 2002 – projekt ołtarza posoborowego oraz ambonki do XIII wiecznego kościoła pw. św. Krzyża w Krakowie.
- 2003 – twórca osobiście realizuje zatwierdzony projekt do kościoła Św. Krzyża (ołtarz i ambonka, bogato zdobione reliefami).
- 2004 – projekt całościowy kaplicy przy kościele w Mogilanach.
- 2005 – realizacja projektu wnętrza kaplicy przy kościele w Mogilanach, między innymi ołtarza składającego się z obrazów olejnych: „Matka Boska z Dzieciątkiem” oraz dwadzieścia mniejszych z tajemnicami różańca.
- 2006 – projekt i realizacja ołtarza Matki Boskiej Częstochowskiej do kościoła w Facimiechu.
- 2007 – ciężka choroba przerwała ciąg sakralnej pracy twórczej.

Od tej pory artysta zajmuje się jedynie malarstwem sztalugowym we własnej pracowni w Mogilanach koło Krakowa, gdzie obecnie mieszka.